# Contrôle routier Québec
Pour les articles homonymes, voir CRQ.
Contrôle routier Québec (CRQ) est une agence autonome affiliée à la Société de l'assurance automobile du Québec au Canada. Elle est chargée de surveiller et de contrôler le transport sur les routes du Québec.  
Les contrôleurs routiers ont deux statuts : ils sont à la fois agents de la paix et constables spéciaux. De ce fait, ils sont assujettis au Code de déontologie des policiers du Québec. En outre, ils ont le pouvoir d'appliquer 12 lois, dont l'ensemble du Code de la sécurité routière, certains articles du Code criminel, ainsi que 31 règlements.

## Histoire
Créée en 1949, sous l'égide de la Régie des transports du Québec, l'agence a pour but principal de vérifier la validité des permis de conduire des conducteurs et de leurs immatriculations. Ses membres sont d'abord appelés « Inspecteurs des transports », puis « Surveillants routiers », à partir de 1967. Ils commencent à recevoir une formation en technique policière dans les années 1970 jusqu'à ce que le service soit dissous en 1984 et confié à la Sûreté du Québec. Dès lors, 68 des 154 surveillants routiers y sont transférés. 
En juillet 1990, le ministre des Transports, Sam Elkas, annonce un investissement de 20 millions de dollars pour la mise sur pied d'un corps spécialisé affecté à la surveillance du transport lourd routier.  Avec cette mesure, le gouvernement espère récupérer 100 millions de dollars en taxes impayées et réduire les dégâts importants causés au réseau routier par les camions en surpoids. En janvier 1991, la SAAQ prend en charge ce nouvel organisme de contrôle routier qui comprend alors 71 membres. 
En mars 1999, le coroner Luc Malouin recommande au gouvernement de retirer à la SAAQ la gestion du CRQ et de la confier à la Sûreté du Québec. Cette recommandation fait suite à l'accident d'autobus des Éboulements qui a fait 44 morts en octobre 1997. Le coroner reproche à la SAAQ de ne pas respecter ses engagements et remet en question sa crédibilité. Finalement, en septembre 1999, le Conseil des ministres décide de transformer le CRQ en une unité autonome de services (UAS) rattachée à la SAAQ,. À la suite de ce changement de structure, le nombre de contrôleurs passe de 185 à plus de 300 et plusieurs normes sont ajoutées, comme la limitation des heures de conduite consécutives.

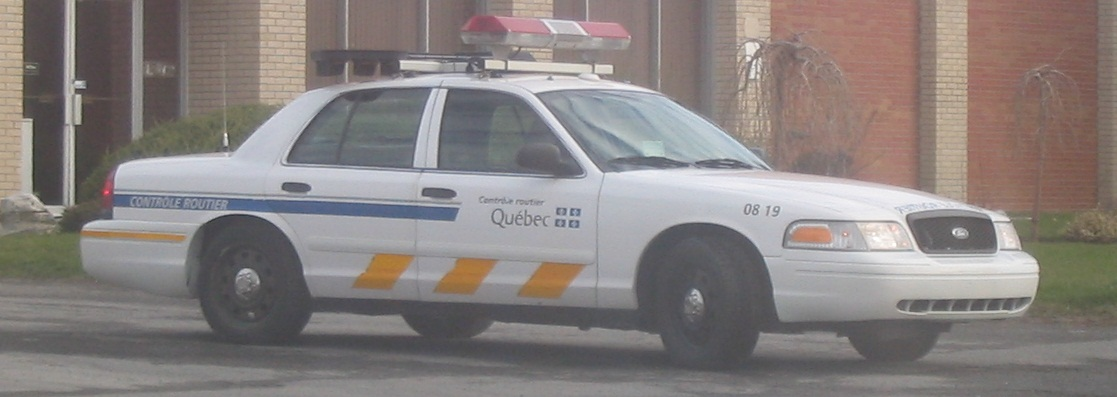
Ford Crown Victoria de Contrôle routier Québec en 2012

La juridiction des contrôleurs est restreinte à quelques articles du Code de la sécurité routière jusqu'en septembre 2006 où leur compétence est élargie à l’ensemble du code, ce qui provoque alors une levée de boucliers de la part du syndicat de la Sûreté du Québec, qui y voit un empiétement de leur chasse gardée.

### Port de l'arme de service
Les contrôleurs routiers ont demandé à maintes reprises qu’on leur permette de porter l'arme de service dans l'exercice de leurs fonctions.
Dans les années 1970, les surveillants routiers suivent à peu près la même formation que les policiers. À l'époque, cette formation était diffusée à l'Institut de police du Québec et comprenait notamment le maniement des armes à feu. Malgré cela, il leur est formellement interdit d'utiliser « une arme offensive » une fois en fonction. Durant cette même période, un mouvement de contestation voit le jour concernant les conditions de travail jugées dangereuses. Les revendications tournent autour du port de l'arme de service, mais aussi sur le plan des communications. Jusqu'en 1975, les cabines téléphoniques payantes sont le seul moyen de communication des surveillants routiers. Ce mouvement engendre des manifestations et aussi une grève du zèle en 1980.
En 1976, un groupe de travail est créé pour trancher sur la question du port de l'arme. Ce groupe inclut des représentants du ministère des Transports, du ministère de la Justice et de la Sûreté du Québec. Le rapport est finalement publié en février 1978 et ne recommande pas d'armer les surveillants routiers.
En juillet 1980, le ministre des Transports, Denis de Belleval, demande formellement au ministre de la Justice d'armer les surveillants routiers. Cette demande est toutefois refusée en décembre 1980.
En mars 2025, à la suite de plusieurs agressions survenues au cours d’interventions, le Tribunal administratif du travail (TAT) a ordonné la suspension des activités de patrouille des contrôleurs routiers du Québec pour des raisons de sécurité. Cette décision fait suite à une plainte déposée par la Fraternité des constables du contrôle routier du Québec (FCCRQ), après que ses demandes répétées visant à améliorer la sécurité de ses membres aient été jugées insuffisamment prises en compte par l’employeur. Dans un jugement de 189 pages, la juge a conclu que les contrôleurs sont exposés à un danger réel d’agression lors d’interventions sur les routes, danger que l’employeur admet ne pas être en mesure de contrôler. La juge note que l’arsenal fourni est insuffisant pour appliquer de manière sécuritaire le Modèle national de l'emploi de la force, en particulier lors d'interventions nécessitant une force létale ou un arrêt immédiat.
À la suite de ce jugement, les contrôleurs routiers ont été confinés aux postes de contrôle, qui représentent habituellement une portion restreinte de leurs tâches, et ne sont plus autorisés à effectuer des patrouilles sur le réseau routier jusqu’à nouvel ordre. La Société de l’assurance automobile du Québec (SAAQ), leur employeur, a affirmé qu’elle respectera l’ordonnance et analysera les mesures à mettre en œuvre pour se conformer à la décision du tribunal.

## Formation
Les aspirants contrôleurs routiers doivent compléter une formation initiale intensive de 21 semaines à l'École nationale de police du Québec (ENPQ) avant d'être assermentés. 
Les apprenants étudient de façon approfondie l'ensemble de la réglementation qui régit l'industrie du transport de personnes et de biens au Québec. En plus, ils ont des cours spécifiques sur leurs pouvoirs et devoirs, sur leurs obligations légales, sur la conduite de véhicules d'urgence, sur l'intervention physique et l'emploi judicieux de la force, ainsi que sur la communication tactique. 
Les contrôleurs routiers sont également des agents certifiés CVSA (en). Les normes d'inspection qu'ils appliquent répondent aux exigences nord-américaines de sécurité des véhicules commerciaux.

## Activités
Les contrôleurs routiers ont pour objectifs d'améliorer la sécurité des usagers de la route, d'assurer la protection du réseau routier et de veiller au maintien de l'équité concurrentielle dans le domaine du transport. 
De nos jours[Quand ?], l'organisation veille principalement, mais sans s'y limiter, au respect des différentes règles de circulation des véhicules routiers (vitesse, cellulaire au volant, port de la ceinture de sécurité), au respect des normes de charges et dimensions, au respect des exigences que doivent respecter les véhicules hors normes, à la conformité mécanique de tous véhicules, au transport sécuritaire des matières dangereuses et à l'arrimage réglementaire des marchandises. Cependant, l'étendue réelle de leur champ de compétences est plus importante que les derniers éléments présentés. 
Leurs interventions s'effectuent en véhicule de patrouille, dans des postes et aires de contrôle ou directement en entreprise. Les contrôleurs routiers participent également à des activités de prévention et de sensibilisation auprès de la population. 

## Véhicules
Contrôle routier Québec exploite une flotte de véhicules d'urgence principalement constituée de Ford Police Interceptor Utility, de Ford Taurus Police Interceptor, de Ford F-150, de Dodge RAM 2500, de Dodge Charger Enforcer et de Chevrolet Silverado. L'organisation possède des véhicules lettrés ainsi que des véhicules banalisés.
En janvier 2019, CRQ dévoile le nouveau visuel que présenteront les nouveaux véhicules. Désormais, les véhicules de patrouille nouvellement en service sont noir et blanc et présente une identification distincte de l'image de Contrôle routier Québec, qui se différencie du visuel classique des véhicules gouvernementaux québécois. Les véhicules sont davantage visibles et la population les associe plus instinctivement à un organisme d'application de la loi.

## Équipements et uniformes
Principalement, les contrôleurs routiers disposent d'un bâton télescopique, de menottes, d'un aérosol capsique, ainsi que divers autres équipements intégrés au ceinturon. Ils ont également l'obligation de porter une veste pare-balles en tout temps. Le port de l'arme à feu est un sujet qui se discute depuis plusieurs années. Certaines interventions en lien avec leur statut de constable spécial peuvent présenter des risques. Il s'agit d'un débat en lien avec la santé et la sécurité au travail.
L'uniforme opérationnel de couleur bleu noir (Blueblack) est composé d'une chemise ou d'un polo portant l'écusson de CRQ sur chaque épaule, d'un pantalon cargo, d'une veste pare-balles noir et d'une casquette à l'effigie de CRQ. Les insignes de grade sont cousus sur des épaulettes amovibles. Les officiers en situation de commandement portent le même uniforme que l'ensemble des contrôleurs routiers. 
Lors d'événements officiels, les contrôleurs routiers portent un képi agrémenté d'un insigne en métal pour couvre-chef (hat badge).